# Čeněk Choděra
Čeněk Choděra (13. ledna 1881 Lázně Toušeň – 2. května 1955 Praha) byl český akademický malíř.

## Život
Narodil se v městysu Lázně Toušeň do rodiny hospodáře Josefa Choděry. Absolvoval základní vzdělání a poté se v Praze učil malířem pokojů. V letech 1902–1903 studoval na uměleckoprůmyslové škole v Praze u prof. Hofbauera. V roce 1902 procestoval Německo a Rakousko, kde působil jako dekorační malíř. Po roce odjel do Švýcarska a následně do Dijonu, kde obdržel od francouzského malíře Achilla-Théodora Cesbrona doporučení do Paříže, kde následně studoval na Académie des beaux-arts u prof. H. A. Fauchona, J. J. Lefebra a L. Duvala–Gozlana. Dále studoval v akademii Julien a soukromě u M. Utrilla. Na doporučení J. Dědiny a É. A. Bourdella se stal řádným členem "Société des artistes décorateur". Během pobytu v Paříži pracoval pro přední pařížská divadla, stýkal se také s A. Rodinem a dalšími. V roce 1910 podnikl uměleckou cestu do Londýna a po opětovném pobytu v Paříži se roku 1911 natrvalo vrátil do Prahy, kde působil mimo jiné jako přední člen Jednoty umělců výtvarných. Před první světovou válkou procestoval Německo, Rakousko, Švýcarsko a Itálii a během války sloužil u dělostřelectva na italské frontě. Po návratu z války byl činný jako svobodný umělec, vystavoval v Praze a též v zahraničí, třeba v Kodani, Vídni, Oslu a Stockholmu. Často cestoval do ciziny, například do Normandie a Benátek, ale i po Čechách, zejména do Polabí, na Ostravsko, do Beskyd a horských oblastí Slovenska. Čeněk Choděra zemřel v květnu roku 1955 v Praze a pohřben je v Lázních Toušeň.

## Zastoupení ve sbírkách (výběr)
- Národní galerie v Praze
- Galerie hlavního města Prahy
- Galerie moderního umění v Roudnici nad Labem
- Galerie výtvarného umění v Chebu
- Galerie moderního umění v Hradci Králové
- Galerie umění Karlovy Vary
- Galerie výtvarného umění v Náchodě
- Kancelář prezidenta republiky

a v dalších

## Výstavy (výběr)

### Autorské
- 1927 - Čeněk Choděra: Výstava obrazů (z let 1917 - 1927), Topičův salon, Praha
- 1942 - Čeněk Choděra: Souborná výstava, Jednota umělců výtvarných, výstavní síně, Praha
- 1958 - Čeněk Choděra: Posmrtná výstava, Staroměstská radnice, Praha
- 1976 - Čeněk Choděra: Výstava obrazů, Lázně Toušeň
  - Čeněk Choděra: Výstava obrazů, Čelákovice
- 1983 - Čeněk Choděra, Středočeská galerie, Praha
- 1986 - Čeněk Choděra, Městské muzeum, Čelákovice

### Společné
- 1921/1922 - I. výstava uměleckého průmyslu československého, Uměleckoprůmyslové museum, Praha
- 1924 - XXXVII. řádná jarní výstava Jednoty umělců výtvarných v Praze se souborem prací Stanislava Lolka k jeho padesátinám, Obecní dům, Praha
- 1928 - Československé výtvarné umění 1918 - 1928, Brno
- 1931 - 60. Členská výstava Jednoty umělců výtvarných v Praze, Obecní dům, Praha
- 1938 - Itálie v díle česko-slovenských výtvarných umělců, Pavilon Jednoty výtvarných umělců, Praha
- 1939 - Národ svým výtvarným umělcům, Praha
  - Národ svým výtvarným umělcům, Měšťanská škola, Benešov
- 1940 – 107. výroční řádná členská výstava Jednoty umělců výtvarných, Dům Jednoty umělců výtvarných, Praha
  - 111. řádná členská podzimní výstava Jednoty umělců výtvarných Náš venkov, Dům Jednoty umělců výtvarných, Praha
  - Národ svým výtvarným umělcům, Praha
- 1941 - 116. řádná členská podzimní výstava Jednoty umělců výtvarných:, Dům Jednoty umělců výtvarných, Praha
- 1942 – Národ svým výtvarným umělcům, Praha
  - 119. členská výstava Jednoty umělců výtvarných, Mánes, Praha
- 1944 – Letní výstava Jednoty umělců výtvarných, Dům Jednoty umělců výtvarných, Praha
- 1946 – Český národ Rudé armádě, Praha
- 1947 - Členská výstava Jednoty umělců výtvarných , Výstavní pavilon na Příkopě, Praha
- 1948 – 50 let Jednoty umělců výtvarných (Díl II.), Jednota umělců výtvarných, výstavní síně, Praha
- 1950/1951 - Výtvarná úroda, Dům výtvarného umění, Praha

## Galerie

Smetanův pomník v Jabkenicích (olej na kartonu)
Růžové pivoňky (olej na plátně) 1920
Rybník na vsi (olej na plátně) 1926
Žena (olej na kartonu)
Zima v Beskydech (olej na kartonu)
Trosky hradu Okoř (olej na kartonu)